# Сухеднюв (гміна)
Гміна Сухеднюв (пол. Gmina Suchedniów) — місько-сільська гміна у східній Польщі. Належить до Скаржиського повіту Свентокшиського воєводства.
Станом на 31 грудня 2011 у гміні проживало 10706 осіб.

## Територія
Згідно з даними за 2007 рік площа гміни становила 74.96 км², у тому числі:
- орні землі: 27.00%
- ліси: 60.00%

Таким чином, площа гміни становить 19.83% площі повіту.

## Населення
Станом на 31 грудня 2011:
| Опис     | Загалом | Загалом | Чоловіки | Чоловіки | Жінки | Жінки |
| -------- | ------- | ------- | -------- | -------- | ----- | ----- |
| одиниця  | осіб    | %       | осіб     | %        | осіб  | %     |
| все      | 10706   | 100     | 5211     | 48.67    | 5495  | 51.33 |
| міське   | 8814    | 100     | 4301     | 48.80    | 4513  | 51.20 |
| сільське | 1892    | 100     | 910      | 48.10    | 982   | 51.90 |

## Сусідні гміни
Гміна Сухеднюв межує з такими гмінами: Бліжин, Бодзентин, Вонхоцьк, Скаржисько-Каменна.